# فرناند لوريو
فرنارد لوريو (بالفرنسية: Fernand Loriot): ولد 10 أكتوبر 1870، توفي 12 أكتوبر 1932. كان معلمًا فرنسيًّا ناشطًا في تشكيل اتحاد المعلمين. اتخذ موقفًا مناهضًا للحرب (سلاميًّا) في الحرب العالمية الأولى. كان من أوائل المؤسسين للحزب الشيوعي الفرنسي.

## سنواته الأولى
ولد لوريو في العاشر من أكتوبر 1870 في سيتون، أصبح عضوًا في الحزب الاشتراكي في عام 1901. أصبح ناشطًا في اتحاد المعلمين.
تحدى المحاكم ورفض حل الاتحاد عندما اتخذت الحكومة إجراءات عقب مؤتمر شامبيري.
كما يذكر لويس بويت في المدرسة المحررة (بالفرنسية: L'école émancipée) فبعد مؤتمر شامبيري في 1912 كان اتحاد المعلمين مهتاجًا وكانت السلطات تقمعه.
عُين لوريو في منصب أمين صندوق المجلس الاتحادي الجديد الذي أسسه اتحاد سين. في مؤتمر بورج في 1913 قال إميل غلي -الذي طلب مساعدة بيير لافال مستشارًا للاتحاد- لأندريه ليون شالوبان إن لا أحد سيبقى في السين بما أن رخص تدريسهم ستلغى. أتى صوت لوريو من مؤخرة الغرفة الذي كان يدفع للمندوبين مصروف مواصلاتهم قائلًا «لن تكون لوحدك شالوبان: يمكنك أن تعتمد علي».

## الحرب العالمية الأولى
خلال الحرب العالمية الأولى (يوليو 1914 – نوفمبر 1918) التحق لوريو بموجة الاشتراكيين الوطنيين الذين انضموا إلى الاتحاد المقدس، متعهدًا بالتعاون مع الحكومة. ولكنه وفق ماري غيلو رفض الاتحاد المقدس بحلول يناير 1915 واتخذ موقفًا سلاميًّا مناهضًا للحرب. في 1915، عُين أمين صندوق اتحاد نقابات المعلمين وعينته الأمينة العامة هيلين بريون في اللجنة المركزية.
خصص كثيرًا من جهده لمناهضة الاتحاد القومية التي دعمت الحرب إلى جانب ألفونس ميرهايم وألبير بورديرون وريمون بيريكا.
كان من مؤسسي اللجنة السلامية لاستئناف العلاقات الدولية، وكان إلى جانب بورديرون متحدثًا باسم اللجنة.
في كل مؤتمرات الاتحادات المهنية والمؤتمرات الاشتراكية كان داعمًا لموقف مؤتمر زيمروالد. انحاز لوريو باتجاه الاشتراكية أكثر من النقابية في اللجنة، ولكنه اتجه أكثر إلى النقابية مع تقدمه في العمر.
في فبراير 1917، انقسمت لجنة استئناف العلاقات الدولية، إذ انضم جان رافين دوجينز وبورديرون وبيير بريزون إلى أقلية حزب القسم الفرنسي لعمال العالم، الذي يقوده جان لونغيه، في حين سيطر لوريو وزملاؤه الاشتراكيون شارل رابوبور ولويس ساومونيو وفرانسوا مايو على اللجنة. انسحب ألفونس ميرهايم ليركز على العمل النقابي وأصبح لوريو أمين اللجنة.
في الحرب، كتب لوريو في المدرسة المحررة، والعامة (بالفرنسية: La Plèbe) وجريدة الشعب.

## حياته المهنية بعد الحرب
بعد الحرب، كتب لوريو في حياة العمال والنشرة الشيوعية والإنسانية. عند تأسيس لجنة الشيوعية الدولية الثالثة في 1919 عُين أمينًا. خضع بسبب نشاطه النقابي الاتحادي إلى «إجراءات إدارية» وإقالة من مهنته في التعليم.
سُجن في مايو 1920 للتآمر على أمن الدولة وبقي في السجن عشرة أشهر. في مؤتمر تور في ديسمبر 1920 عُين عضوًا في اللجنة التنفيذية للحزب الشيوعي حديث التشكيل وأمينًا دوليًّا للحزب.
في 1921، شارك لوريو في المؤتمر الثالث للشيوعية الدولية في موسكو. عقب عودته إلى فرنسا، ترك السياسة لفترة بسبب أوضاعه الصحية. عقب «بلشفة» الحزب في عام 1924، أصبح ناشطًا في معارضة البلشفة في عام 1925.
ترك الحزب لاحقًا عام 1926 وانضم إلى قضية النقابية الثورية.
توفي في 12 أكتوبر 1932 بعمر 62 عامًا.